# 城桧吏
城 桧吏（じょう かいり、2006年9月6日 - ）は、日本の俳優・歌手。東京都出身。スターダストプロモーション制作2部所属。スターダストプロモーションの男性アーティスト集団EBiDANのダンス&ボーカルグループ・STA＊Mの元メンバーである。在籍時のメンバーカラーは紫。

## 略歴
7歳の時にスターダストプロモーションにスカウトされ、芸能活動を開始。
スターダスト所属の若手俳優で構成される男性アーティスト集団「EBiDAN」の研究生メンバーとして活動する中、2015年にはEBiDAN唯一の小学生グループ「スタメンKiDS」（当時・現「STA＊M」）のメンバーに選ばれ、2016年にはミニアルバム「てらこやEP」でCDデビュー。
その後、Netflixドラマ『僕だけがいない街』や映画『となりの怪物くん』で子役俳優としての活動も本格化させ、2018年にはオーディションで初のメインキャストに選ばれた映画『万引き家族』が第71回カンヌ国際映画祭コンペティション部門で最高賞パルム・ドールを受賞。作品の中で重要な役柄となる柴田祥太役を演じ、国内外から大きな注目を浴びる。
2021年7月30日、映画『都会のトム&ソーヤ』にて、内藤内人役で映画初主演を務めた。
2022年3月27日のライブを以って、俳優業に専念する為、STA*Mを卒業した。
2025年8月14日、テレビドラマ『終活シェアハウス』にて、速水翔太役で連続テレビドラマ初主演を務めることが発表された。

## 人物
身長は174cm。趣味はゲームとルービックキューブで、特技は短距離走とダンス。辛いものが好物であり、特に母親が作った麻婆豆腐は「ちょうどいい辛さなのでとても好き」とされる。
同じ誕生日の8歳年下の弟がおり、雑誌などのインタビューでは弟とのエピソードを語ることも多い。
『万引き家族』の是枝裕和監督は城桧吏について、「単純に僕の好きな顔なんですよ。彼がオーディション会場に入って、席に座った瞬間に「この子だな」と思った。」「目が強いから、ジッとものを見る表情を撮りたかった。」と語っている。

## 出演
※役名の太字は主演作品。

### テレビドラマ
- グッド・ドクター 第5話（2018年8月9日、フジテレビ） - 羽山響 役[13]
- 大河ドラマ（NHK）
  - 西郷どん（2018年10月21日 - 11月18日） - 西郷菊次郎（少年期） 役[14]
  - べらぼう〜蔦重栄華乃夢噺〜（2025年放送予定） - 徳川家斉 役[15]
- 時効警察はじめました 第2話（2019年10月18日、テレビ朝日） - 日下部秋斗 役[16]
- ドクターX〜外科医・大門未知子〜 第6期 最終話（2019年12月19日、テレビ朝日） - 吉行和十 役[17]
- 赤ひげ3 第6話（2020年11月27日、NHK BSプレミアム） - 定吉 役
- 5分後に意外な結末「隣に住む殺人鬼」（2022年9月22日、日本テレビ） - 主演・堀口祐希 役[18]
- ファーストペンギン!（2022年10月5日 - 12月7日、日本テレビ） - ナレーション / 10年後の岩崎進 役（最終話）[19]
- 心霊内科医 稲生知性 第1夜（2023年3月28日、フジテレビ） - 清水潤一 役[20]
- 風間公親-教場0- 第6話 （2023年5月15日、フジテレビ） - 苅部匠吾 役[21]
- おっさんのパンツがなんだっていいじゃないか!（2024年1月6日 - 3月16日、東海テレビ・フジテレビ） - 沖田翔 役[22]
  - おっさんのパンツがなんだっていいじゃないか!SP（2025年6月28日、東海テレビ・フジテレビ）[23][24]
- 終活シェアハウス（2025年10月19日〈予定〉 - 、NHK BS） - 主演・速水翔太 役（畑芽育とダブル主演）[9]

### 映画
- となりの怪物くん（2018年4月27日、東宝） - 吉田優山（幼少期)  役
- 万引き家族（2018年6月8日、ギャガ） - 柴田祥太 役[25]
- 約束のネバーランド（2020年12月18日、東宝） - レイ 役[26]
- HOKUSAI（2021年5月28日、SDP） - 葛飾北斎（少年期） 役[27]
- 都会のトム&ソーヤ（2021年7月30日、イオンエンターテイメント） - 主演・内藤内人 役[28]
- GHOSTBOOK おばけずかん（2022年7月22日、東宝） - 主演・坂本一樹 役[29]
- 映画 おっさんのパンツがなんだっていいじゃないか!（2025年7月4日、ギャガ） - 沖田翔 役[30]
- 最好的朋友（公開日未定） - 主演・夏天 役[31]

#### ショートフィルム
- 僕のヒーローアカデミア 10周年記念ショートフィルム『Succession』（2024年4月27日、YouTube） - 主演・ハルト 役[32]

### CM
- SOMPOひまわり生命保険株式会社（2019年9月 - 2020年9月） -  イメージキャラクター[33]
- ソフトバンク株式会社（2020年2月 - 8月）「がんばれ受験生（と親）」篇[34]
- 株式会社コナミデジタルエンタテインメント（2021年3月 - 6月）遊☆戯☆王ラッシュデュエル 「学食デュエル」編[35]
- ヤクルト（2021年7月 - ）「マチトムタイアップ：クアルト」篇 、「マチトムタイアップ：スッキリ」篇 [36]
- サントリーホールディングス（2025年1月 - ）成人の日CM「大人じゃん・06」[1]

### バラエティー
- おはスタ（2017年9月5日、テレビ東京）[37]
- ネプリーグ（2020年12月7日、フジテレビ） - 映画「約束のネバーランド」チーム[38]
- 芸能人が本気で考えた!ドッキリGP このリアクションがすごい2020SP（2020年12月12日、フジテレビ）
- 映画公開記念特番「脱出のネバーランド」（2020年12月14日 - 18日、フジテレビ）
- ザ!世界仰天ニュース 新春は笑いと感動で心もほっこり！今年で20周年！4時間SP！（2021年1月5日、日本テレビ）

### 配信ドラマ
- 僕だけがいない街（2017年12月15日、Netflix） - 杉田広美（幼少期） 役
- 都会のトム&ソーヤ ぼくらの砦（2021年7月16日 - 9月3日、ABEMA） - 主演・内藤内人 役[39]
- 舞妓さんちのまかないさん（2023年1月12日、Netflix） - 中渡健太 役[40]
- 阿修羅のごとく（2025年1月9日、Netflix） - 里見宏男 役[41][42]
- イクサガミ（2025年11月配信予定、Netflix） - 狭山進之介 役[43]

### その他
- 松竹 ポリシーシネマ「ぼくの友だち」篇 - 拓司 役
- Youtube生配信イベント 映画完成記念「約束のネバーランド」オンライン祭り‼（2020年12月5日、東宝MOVIEチャンネル）[44]
- 映画「約束のネバーランド」公開記念スペシャル「真実のネバーランド」（2020年12月27日、フジテレビ）
- Youtube生配信イベント 映画『約束のネバーランド』新春生配信（2021年1月10日、東宝MOVIEチャンネル）[45]